# Historieförmedling
Historieförmedling är det sista ledet i den historiska forskningen, där resultatet av forskningen ska föras vidare. Detta kan ske på en mängd olika sätt, framför allt genom forskningsartiklar, avhandlingar och undervisning, men till historieförmedlingen räknas även populärhistoriska tidskrifter samt dokumentära och skönlitterära böcker och filmer. 

## Forskningsartikel
Att publicera en vetenskaplig artikel innebär att man skriver ett kortare vetenskapligt arbete för en vetenskaplig tidskrift som dels granskas av en grupp redaktörer och dels av alla läsare. Detta är ett arbetssätt som brukar omnämnas som "peer-review" och som brukar ses som ett grundkriterium för att forskningen ska anses vara vetenskaplig.

## Avhandling
En avhandling är ett längre vetenskapligt arbete som granskas, kritiseras och försvaras genom en offentlig disputation.

## Undervisning
Historieundervisning sker på en mängd nivåer, allt från grundskolan till universiteten har någon form av historieundervisning. Hit kan man även räkna informella utbildningsformer som studiecirklar och folkhögskolor.

## Dokumentära verk
Den största delen av böcker om historia är inte avhandlingar utan dokumentära berättelser där såväl professionella historiker som lekmän beskriver ett historiskt skeende som de finner intressant. Dessa verk har ofta inte genomgått en vetenskaplig granskning och innehållet kan variera mellan vetenskapligt erkänd facklitteratur och väldigt lösa tolkningar och teorier som gränsar mot skönlitteraturen. Samma spännvidd går även att hitta i dokumentärfilmer.

## Skönlitterära verk
Även skönlitterära verk kan ses som historieförmedling. Det finns en mängd filmer och böcker som är så kallade historiska romaner, det vill säga att de berättar påhittade handlingar men använder bitar av historiska fakta, som att placera en påhittad person i ett historiskt skeende eller att göra en dramatisering av en historisk persons liv. 
En speciell genre inom den skönlitterära historieförmedlingen är den alternativa historien där ett alternativ historiskt skeende, ett "tänk om..."-scenario, presenteras.